# El choclo

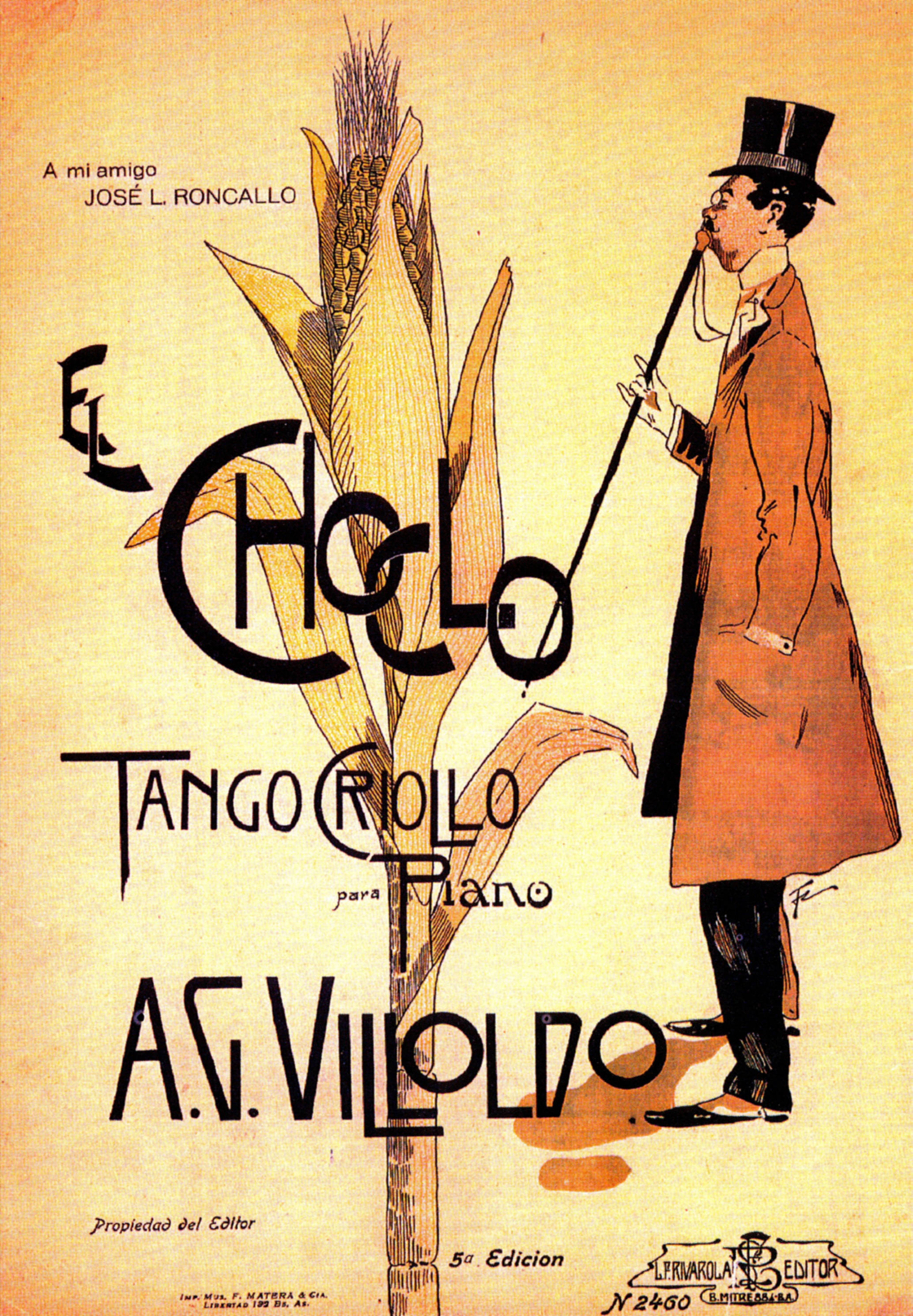
El choclo.

El choclo es un tango «criollo» con orquestación de Ángel Villoldo, estrenado en 1903 y cuya partitura fue publicada en 1905. Es considerado uno de los tangos más populares.
La melodía del tango, característica de la llamada «Guardia Vieja» del tango, fue compuesta probablemente hacia 1898. Su autoría es atribuida a Casimiro Alcorta, un violinista de raza negra que murió en la miseria, hoy prácticamente olvidado. Su estreno fue el 3 de noviembre de 1903 por la orquesta de José Luis Roncallo, quien había transcrito la partitura, en El Americano, un restorán de categoría del centro de Buenos Aires. Para evitar conflictos con el dueño del local en una época en la que el tango era asociado a las clases marginales, Roncallo presentó la obra como una «danza criolla».

Diríase que sin atardeceres y noches de Buenos Aires no puede hacerse un tango
y que en el cielo nos espera a los argentinos la idea platónica del tango,
su forma universal (esa forma que apenas deletrean La Tablada o El Choclo),
y que esa especie venturosa tiene, aunque humilde, su lugar en el universo.
Fragmento de Evaristo Carriego, de Jorge Luis Borges

## Origen del nombre
Choclo es la forma del castellano del Cono Sur, de origen andino, para referirse al maíz (el origen del vocablo es quechua: "chuqllu" significa 'maíz tierno' en la variedad de Junín). El propio Villoldo dijo que se refería al choclo, para él el ingrediente más sabroso del puchero, pero también circulan otras explicaciones, relacionadas con el sobrenombre de un supuesto compadrito cuyo pelo era del color del choclo o con un doble sentido propio de los ambientes prostibularios donde, se dice, nació el tango, relacionándose la palabra "choclo" con el falo.

## Letras
La letra original de Villoldo hacía referencia efectivamente al alimento. Más tarde escribió otra versión con el título Cariño puro. Una versión de Marambio Catán está escrita desde el punto de vista de un malevo (me llamaban el choclo compañero). La versión más popular es la de Enrique Santos Discépolo (1947), que rememora el origen del tango como forma de vida.

## Intérpretes
Ángel Vargas cantó la letra de Marambio Catán. La letra escrita por Discépolo en 1947 fue estrenada ese mismo año por Libertad Lamarque en la película mexicana Gran Casino de Luis Buñuel. Otra de sus intérpretes destacadas fue Tita Merello, que lo incorporó como parte de su repertorio básico. Entre otras orquestas, fue acompañada por la de Francisco Canaro. La orquesta de Juan D'Arienzo grabó también El choclo en dos oportunidades.
En 1952, la melodía fue adaptada por Lester Allan y Robert Hill con el título Kiss of Fire (1952), aunque reconocieron la autoría de Villoldo en la partitura publicada. Cambiaron dos compases de la primera parte, agregaron un fraseo de inspiración flamenca a la segunda y eliminaron por completo la tercera. El 19 de marzo de 1955, Louis Armstrong grabó Kiss of Fire (en el disco de Decca nro. 28.177, publicado en Argentina como Decca 333.317, en cuya ocasión se citó explícitamente como autores a Villoldo, Marambio Catán y Santos Discépolo).
Esta versión inspiró una película homónima en 1955 interpretada por Jack Palance con un contexto completamente anacrónico: la colonización española de los actuales Estados Unidos.
En la película de Ken Russell Valentino (1977), Rudolf Nuréyev baila el tango con una coreografía bastante heterodoxa.
Julio Iglesias la incluyó en su álbum de 1996 Tango. Por ello, Julio tuvo juicios y debió pagar a los descendientes de Enrique Santos Discépolo y Roberto Goyeneche.